# セキュアブレイン
株式会社セキュアブレイン（英: SecureBrain Corporation）は、東京都千代田区に本社を置き、インターネット用のセキュリティ関連製品の研究・開発・販売を行う日本の企業である。2004年にシマンテックの日本法人から独立したメンバーが中心となって設立された。

## 製品・サービス
- Cloud Antivirus SDK - Android向けウイルス対策SDK
- Web Content Scanner SDK - 悪質ウェブコンテンツを検知するSDK
- FireAMP - 企業向けウイルス対策セキュリティソリューション
- gred AntiVirus アクセラレータ - 個人向け無料ウイルス対策ソフト
- GRED Web改ざんチェック - SaaS型ウェブ改ざん対策サービス
- GREDでチェック - 無料ウェブサイトスキャンサービス
- PhishWall - 不正送金・フィッシング詐欺対策ソリューション
- Zero-Hour Response System - マルウェア自動解析サンドボックス
- 研究開発 - 官公庁および研究機関を対象とした先端セキュリティの調査や研究